# Альхассан, Мохаммед
Мохаммед Альхассан (англ. Mohammed Alhassan; 9 января 1984) — ганский футболист, вратарь. Участник летних Олимпийских игр 2004 года.

## Биография
Мохаммед Альхассан родился 9 января 1984 года.

### Клубная карьера
Начал профессиональную карьеру в 2003 году в клубе чемпионата Ганы — «Асанте Котоко». В 2008 году являлся игроком «Кессбена». Завершил карьеру игрока в 2013 году в клубе «Илевен Уайз».

### Карьера в сборной
В августе 2004 году главный тренер олимпийской сборной Ганы Марьяну Баррету вызвал Мохаммеда на летние Олимпийские игры в Афинах. В команде он получил 18 номер. В своей группе ганцы заняли третье место, уступив Парагваю и Италии, обогнав при этом Японию. Альхассан на турнире так и не сыграл.